# Nanocladius downesi
Nanocladius downesi is een muggensoort uit de familie van de dansmuggen (Chironomidae). De wetenschappelijke naam van de soort is voor het eerst geldig gepubliceerd in 1965 door Steffan.